# Яна-Бірде
Яна́-Бірде́ (рос. Яна-Бирде, башк. Яңы Бирҙе) — село у складі Чекмагушівського району Башкортостану, Росія. Входить до складу Резяповської сільської ради.
Населення — 324 особи (2010; 364 у 2002).
Національний склад:
- башкири — 54 %
- татари — 46 %